# Škotonormani
Škotonormani (eng. Scoto-Norman, Scoto-Normans, Scotto-Norman, Franco-Scottish, Franco-Gaelic, fra. scoto-normand, scotto-normand, franco-écossais, franco-gaélique), pojam kojim nazivamo ljude, obitelji, ustanove i atribuiramo arheološke artefakte koji su djelimice škotski, u nekom smislu, te djelimice normanski ili anglonormanski u nekom smislu. Njime označavamo stvari koje se odnosi na ljude ili stvari normanskog, anglonormanskog, francuskog ili čak flamanskog ili bretonskog podrijetla, ali koji su u svezi sa Škotskom u srednjem vijeku. Također se pojmom služimo ako ikoja od tih stvari iskazuje sinkretizam između francuske ili agnlofrancuske kulture s jedne strane te gelske kulture na drugoj.
Na primjer, kraljeve Škotske između vladavine Davida I. Škotskog (Dabíd mac Maíl Choluim), princa Kambrije i kralja Škotske i razdoblja Stuarta navodi se kao škoto-normanske. Klasični slučaj gelskog i francuskog kulturnog sinkretizma je Lochlann, lord Gallowaya, koji su se služili obama imenima, gaelskim Lochlann i francuskim Roland, i imali sljedbenike na obama jezicima. Drugi primjer škotonormanstva je Robert Bruce koji je bio dvojne, normansko-gaelske baštine.
Povjesničari se služe ovim pojom kao alternativu pojmu Anglonormana kad se radi o Škotskoj. Prvi put uporabio ga je P. F. Tytler u Povijesti Škotske (eng. History of Scotland).